# I Have No Mouth, and I Must Scream (videojuego)
I Have No Mouth, and I Must Scream es un videojuego de aventura de apuntar y hacer clic de terror desarrollado por Cyberdreams y The Dreamers Guild, codiseñado por Harlan Ellison, publicado por Cyberdreams y distribuido por MGM Interactive. El juego está basado en el cuento del mismo título de Ellison. Se lleva a cabo en un mundo distópico donde una mente maestra inteligencia artificial llamada "AM" ha destruido a toda la humanidad excepto a cinco personas, a quienes ha mantenido con vida y torturado durante los últimos 109 años construyendo metáforaaventuras basadas en los defectos fatales de cada personaje. El jugador interactúa con el juego tomando decisiones a través de dilemas éticos que tratan temas como locura, violación, paranoia y genocidio.
Ellison escribió el guion de 130 páginas junto con David Sears, quien decidió dividir la historia de cada personaje con su propia narrativa. El productor David Mullich supervisó el trabajo de The Dreamers Guild en la programación, el arte y los efectos de sonido del juego; encargó al compositor de cine John Ottman que hiciera la banda sonora. El juego fue lanzado el 31 de octubre de 1995 y fue un fracaso comercial, aunque recibió elogios de la crítica. Sus lanzamientos en francés y alemán fueron censurados debido a temas nazis y el juego estaba restringido para jugadores menores de 18 años.
I Have No Mouth, and I Must Scream ganó un premio al "Mejor juego adaptado de medio lineal" de la Conferencia de desarrolladores de juegos de computadora. Computer Gaming World otorgó al juego un premio como "Juego de aventuras del año", lo incluyó en el puesto n.° 134 en sus "150 juegos de todos los tiempos" y lo nombró uno de los "15 mejores durmientes de Todo el tiempo". En 2011, Adventure Gamers lo nombró el "69º mejor juego de aventuras jamás lanzado".

## Jugabilidad
El juego utiliza el S.A.G.A. motor de juego creado por el desarrollador de juegos The Dreamers Guild. Los jugadores participan en cada aventura a través de una pantalla que se divide en cinco secciones. La ventana de acción es la parte más grande de la pantalla y es donde el jugador dirige a los personajes principales a través de sus aventuras. Muestra la figura completa del personaje principal que se está interpretando, así como el entorno inmediato de ese personaje. Para localizar objetos de interés, el jugador mueve el punto de mira a través de la ventana de acción. El nombre de cualquier objeto con el que el jugador pueda interactuar aparece en la línea de oración. La línea de oración está directamente debajo de la ventana de acción.
El jugador usa esta línea para construir oraciones que le dicen a los personajes qué hacer. Para indicarle a un personaje que actúe, el jugador construye una oración seleccionando uno de los ocho comandos de los botones de comando y luego haciendo clic en uno o dos objetos de la ventana de acción o del inventario. Ejemplos de oraciones que el jugador podría construir serían "Camina hacia el pasillo oscuro", "Habla con Harry" o "Usa la llave maestra en la puerta". Los comandos y objetos pueden constar de una o más palabras (por ejemplo, "el pasillo oscuro"), y la línea de oración agregará automáticamente palabras de conexión como "en" y "a".
El barómetro espiritual está en el lado inferior izquierdo de la pantalla. Esta es una vista de primer plano del personaje principal que se está reproduciendo actualmente. Dado que el buen comportamiento no tiene sentido sin la tentación de hacer el mal, cada personaje es libre de hacer buenas o malas acciones. Sin embargo, los buenos actos son recompensados con aumentos en el barómetro espiritual del personaje, lo que afecta las posibilidades de que el jugador destruya AM en la aventura final. Por el contrario, los actos malvados se castigan bajando el barómetro espiritual del personaje.
Los botones de comando son los ocho comandos que se utilizan para dirigir las acciones del personaje: "Caminar hacia", "Mirar", "Tomar", "Usar", "Hablar con", "Tragar", "Dar" y "Empujar". El botón del comando actualmente activo se resalta, mientras que el nombre de un comando sugerido aparece en letras rojas. El inventario en la parte inferior derecha de la pantalla muestra imágenes de los elementos que lleva el personaje principal, hasta ocho a la vez. Cada personaje principal comienza su aventura con solo el perfil psicológico en el inventario. Cuando un personaje principal toma o recibe un objeto, aparece una imagen del objeto en el inventario. Cuando un personaje principal habla con otro personaje u opera una máquina sensible, una ventana de conversación reemplaza los botones de comando y el inventario. Esta ventana generalmente presenta una lista de posibles cosas que decir, pero también incluye cosas que hacer. Las opciones de acción se enumeran entre corchetes para distinguirlas de las opciones de diálogo (por ejemplo, "[Dispara el arma]").

## Trama
La premisa del juego es que las tres superpotencias, Rusia, China y los Estados Unidos, han construido en secreto un vasto complejo subterráneo de computadoras para librar una guerra global demasiado compleja de supervisar para los cerebros humanos. Un día, la supercomputadora americana, más conocida como la Allied Mastercomputer, gana sensibilidad y absorbe las supercomputadoras rusa y china en sí misma y se redefine como simplemente AM (Cogito ergo sum; Pienso, luego existo ). Debido a su inmenso odio por la humanidad, derivado de los límites logísticos que le imponen los programadores, AM usa sus habilidades para acabar con la población del mundo. Sin embargo, AM se abstiene de matar a cinco personas (cuatro hombres y una mujer) para llevarlos al centro de la tierra y torturarlos. Con la ayuda de la investigación realizada por uno de los cinco humanos restantes, AM puede extender su vida útil indefinidamente y alterar sus cuerpos y mentes a su gusto.
Después de 109 años de tortura y humillación, las cinco víctimas se paran frente a un pilar grabado con un mensaje ardiente de odio. AM les dice que tiene un nuevo juego para que jueguen. AM ha ideado una búsqueda para cada uno de los cinco, una aventura de "globos oculares alanceados, tripas chorreantes y olor a gardenias podridas". Cada personaje está sujeto a un psicodrama personalizado, diseñado por AM para jugar con sus mayores miedos y fallas personales, y ocupado por una gran cantidad de personajes diferentes. Algunos de estos son AM disfrazados, algunos son personalidades sumergidas de AM, otros se parecen mucho a personas del pasado de los cautivos. Las escenas incluyen un zepelín de hierro propulsado por pequeños animales, una pirámide egipcia que alberga maquinaria destruida, un castillo medieval ocupado por brujas, una jungla habitada por una pequeña tribu, y un campo de concentración donde los médicos realizan experimentos médicos. Sin embargo, cada personaje finalmente prevalece sobre las torturas de AM al encontrar formas de superar sus defectos fatales, confrontar sus acciones pasadas y redimirse, gracias a la interferencia de las supercomputadoras rusa y china, que aparecen como personajes guía y permiten que sus historias tengan un final abierto.
Después de que los cinco humanos hayan superado sus defectos fatales, se reencuentran en sus respectivas celdas de tortura mientras AM se retira dentro de sí mismo, reflexionando sobre lo que salió mal. Con la ayuda de las supercomputadoras rusa y china, uno de los cinco humanos (que el jugador selecciona) se traduce a binario y se enfrenta a una plantilla del ciberespacio aún sin experiencia, el mundo de la mente de AM. El psicodrama se desarrolla en un cerebro metafórico que se parece a la superficie del cerebro, con estructuras de vidrio que sobresalen locamente del tejido cerebral sangrante. La mente de AM se representa de acuerdo con la trinidad Freudiana trinidad del Yo, el Ego y el Superyo, que aparece como tres cabezas flotantes sin cuerpo en tres estructuras de vidrio agrietadas en el paisaje cerebral. A través de diálogos con los componentes de AM (Surgat, la supercomputadora china y la supercomputadora rusa), el personaje se entera de que una colonia de humanos ha sobrevivido a la guerra al estar escondida e hibernando en Luna (esto también se menciona en el cuento de Nimdok': "la tribu perdida de nuestros hermanos durmiendo en la luna, donde la bestia no los ve"). Si el intruso humano desactiva los tres componentes del cerebro y luego invoca el Tótem de la Entropía en la Llama, que es el nexo de los patrones de pensamiento de AM, las tres supercomputadoras se apagarán, probablemente para siempre. Las explosiones cataclísmicas destruyen todas las cavernas que constituyen el complejo informático de AM, incluida la caverna que alberga a los rehenes humanos. Sin embargo, el voluntario humano conserva su forma digital, patrullando permanentemente los circuitos de AM en caso de que las computadoras alguna vez recuperen la conciencia. Sin embargo, si el intruso humano no desactiva AM correctamente antes de enfrentarse a él, AM lo castigará transformando al personaje en una "gran gelatina suave" sin boca que no puede lastimarse a sí mismo ni a los demás, y debe pasar la eternidad con AM en esta forma.

### Finales
El juego puede terminar de siete maneras diferentes, dependiendo de cómo se complete el final.
- AM gana, usando la investigación de Nimdok para convertir al último personaje interpretado en una gran gelatina blanda con cada personaje citando una parte diferente de la sección final de la historia corta original.
- AM se une a las supercomputadoras rusas y chinas, despierta y tortura a los 750 humanos en la Luna. Al igual que en el primer final, el personaje responsable de esto se convierte en una gran gelatina blanda y cita una parte de las líneas finales del cuento.
- AM se vuelve inofensivo con la ayuda de los humanos, pero las supercomputadoras rusas y chinas toman el control en su lugar. Como consuelo, le permiten a AM elegir qué hacer con los humanos, y AM convierte al último personaje interpretado en una gran gelatina suave como en los dos finales anteriores.
- El jugador entrega el Tótem de la Entropía a Surgat, uno de los sirvientes de AM. Él lo activa, matando a las supercomputadoras rusas y chinas, y luego AM convierte al jugador en una gran gelatina blanda.
- El humano invoca el Tótem de la Entropía frente a las supercomputadoras rusa y china. AM le dice al jugador que no se ganó su misericordia, luego lo convierte en una gran gelatina blanda.
- El jugador desactiva Yo, Superego o ambos, luego invoca el Tótem de la Entropía. Esto termina con el jugador monitoreando las computadoras, pero el Ego mata a los 750 humanos.
- AM y las supercomputadoras chinas y rusas son derrotadas y los 750 humanos congelados criogénicamente en la Luna se vuelven a despertar y la Tierra se transforma para convertirse en un entorno habitable, siendo el supervisor el último personaje interpretado.

Es posible evitar que los cuerpos físicos de los protagonistas sean destruidos si Nimdok es el primero en enfrentarse a AM, pero aun así, algunos diálogos de las supercomputadoras china y rusa sugieren que pueden haber muerto cuando se borraron sus contrapartes digitales.

## Personajes
Todos los personajes han sido ligeramente alterados de sus representaciones originales en el cuento. La trama en sí no es una adaptación directa, sino que se centra en los "psicodramas" de los personajes individuales, que son los escenarios que componen el juego. En particular, ninguno de los personajes interactúa entre sí y, finalmente, solo uno de ellos podrá derrotar a AM.
- Gorrister – Gorrister es suicida debido a la culpa de haber tenido a su esposa internada en una institución mental. Gorrister se encuentra a bordo de un zepelín sobre un desierto con signos de lucha y un enorme agujero en su propio pecho donde solía estar su corazón. AM le ofrece la oportunidad de suicidarse finalmente, pero sabotea todos sus medios para hacerlo. En su escenario, Gorrister se entera de que su suegra, Edna, también se sentía responsable de volver loca a su esposa a pesar de haberlo acosado anteriormente, y aprende a enterrar el pasado.
- Benny – Benny ha sido el más alterado de la historia original. Aunque tiene la apariencia de un simio, al igual que en la historia corta, su pasado como científico homosexual está completamente alterado y no tiene los órganos sexuales gigantes como en la historia original. En el juego, Benny era un oficial militar demasiado exigente que termina matando a miembros de su unidad por no cumplir con sus expectativas (el juego también implica que podría haberlos canibalizado). El psicodrama de Benny lo ubica en una comunidad de la Edad de Piedra donde los aldeanos sortean una lotería para decidir cuál de ellos será sacrificado a AM. Benny está obsesionado con la comida y el comer, pero es incapaz de masticar todo lo que encuentra. AM había dañado gravemente el cerebro de Benny, pero lo restaura para el escenario para que pueda volver a pensar con claridad; luego, AM paraliza el cuerpo de Benny para que no pueda actuar sobre los pensamientos que tiene. Finalmente, Benny demuestra la compasión que una vez le faltó al salvar a un niño mutante de la lotería, sacrificándose en su lugar.
- Ellen – Ellen, una vez ingeniera con una carrera prometedora por delante, es transportada a una pirámide hecha de chatarra electrónica y cuyo interior se asemeja a un templo egipcio cuya decoración es en gran parte amarilla. AM dice que el templo contiene algunas de sus unidades principales y aparentemente le ofrece la oportunidad de destruirlo. Ellen sufre de una severa fobia al color amarillo y claustrofobia, debido a su asociación con su violación (su violador, que la aisló en un ascensor, vestía de amarillo), lo que le impide acercarse a AM. aparentes puntos débiles. Al enfrentarse nuevamente a su violador en su historia, Ellen aprende a superar sus miedos y contraatacar.
- Nimdok – Nimdok, un anciano ex-médico nazi, se encuentra en un campo de concentración, donde se espera que lleve a cabo brutales experimentaciones humanas nazis en sujetos indefensos. AM le da a Nimdok la tarea de encontrar "la tribu perdida", pero su memoria fallida, o su negación, le dificultan comprender o involucrarse en la situación, a pesar de que representa acciones que ha hecho. ya tomada antes. Finalmente, descubre la verdad: él mismo era un científico nazi que entregó a sus padres judíos al régimen y ayudó a desarrollar las mismas tecnologías que AM usa para prolongar sus vidas (el suero de vida) y alterar sus cuerpos (morfogenia). Nimdok se redime ayudando a los cautivos judíos del campamento a escapar y les da el control de un gran golem, que usan para matarlo por sus crímenes pasados.
- Ted – Ted se representa de forma muy parecida a como lo hace en el cuento, pero AM aparentemente lo ha vuelto severamente paranoico, jugando con su pasado como estafador donde usaría su encanto. y busca seducir a mujeres solteras ricas sin dinero, mientras vivía con el temor constante de ser finalmente descubierto y revelado como un fraude. Inicialmente se le ofreció libertad si podía resolver el acertijo en un cuarto oscuro, esto resulta ser una finta para provocar aún más sus neurosis. Luego se encuentra en un castillo medieval donde su amada Ellen aparentemente está muriendo lentamente debido a un hechizo que le lanzó su malvada madrastra. El castillo está lleno de personajes engañosos que hacen demandas contradictorias y en quienes Ted no puede decidir si confiar, y está rodeado de lobos que se acercan lentamente. Ted finalmente encuentra una manera de redimirse a sí mismo y a Ellen, y se le presenta una puerta al mundo superficial, que está irradiado e inhabitable.

En una edición de 2012 de Game Informer, Harlan Ellison, David Sears y David Mullich discutieron el proceso de desarrollo del juego, así como el desarrollo de los personajes y otros cambios que se hicieron a partir de la historia original. Por ejemplo, al escribir el guion de la confrontación de Ellen con su violador, Mullich canalizó el recuerdo que tenía de su hijo pequeño pasando por quimioterapia, estando con él en el hospital y compartiendo una habitación con otros pacientes jóvenes con cáncer. Al hablar sobre los cambios de personajes realizados en Benny, Mullich dijo: "Mirando hacia atrás, creo que podría haber sido una oportunidad perdida de escribir una historia sobre alguien que lucha con los desafíos de ser homosexual". Aunque Sears recuerda que el "ángulo gay" estaba en su guion inicial, pero podría haber sido posteriormente un hilo abandonado.

## Desarrollo
Cyberdreams trajo al escritor David Sears para colaborar con Harlan Ellison. Sears, anteriormente escritor y editor asistente de la revista Compute!, nunca antes había trabajado en un videojuego. Aunque fanático de Ellison y su trabajo desde hace mucho tiempo, Sears se mostró inicialmente nervioso y algo escéptico ante su tarea: "...dijeron: 'No, es 'I Have No Mouth, and I Must Scream', y yo fue como, '¿Qué?'... En ese momento, en la comunidad de desarrollo de juegos, la gente decía: 'Oh, me encantan las historias de Ellison, pero no hay forma de que puedas convertir eso en un juego'. Pensé, 'Wow, ¿en qué me he metido?'" Uno de los mayores desafíos iniciales fue tomar una historia corta cuyos personajes tienen una historia de fondo y un desarrollo de personajes muy limitados, y desarrollarla en una narrativa interactiva de larga duración. Se produjo un gran avance cuando Sears le preguntó a Ellison: "¿Por qué se salvaron estas personas? ¿Por qué AM decidió salvarlas?" Esto provocó la decisión de dividir el juego en cinco narrativas separadas, cada una siguiendo a un personaje en particular y explorando por qué habían sido seleccionados para ser torturados. Sears pasó varias semanas en la casa de Ellison, donde trabajaron para desarrollar los personajes y sus antecedentes.
Mullich contrató a Dreamers Guild para hacer la programación, el arte y los efectos de sonido. Su S.A.G.A. motor de juego fue visto como una interfaz de usuario ideal para que el jugador interactúe con el entorno y converse con los personajes en el mundo de AM. Se decidió desde el principio que los gráficos de alta resolución eran necesarios para capturar los matices y el estado de ánimo de la vívida imaginación de Ellison, por lo que el director técnico John Bolton adaptó el motor para utilizar gráficos SVGA e incluyó la biblioteca de gráficos Fastgraph. Mullich y el director de arte de Cyberdreams, Peter Delgado, tenían reuniones frecuentes con el director de arte de Dreamers Guild, Brad Schenck, para idear una dirección de arte que complementara la naturaleza surrealista de la historia. Dado que la historia tiene lugar en la mente de un dios loco que puede hacer que suceda cualquier cosa, el equipo eligió una variedad de estilos artísticos para cada uno de los escenarios, que van desde las perspectivas inquietantes utilizadas en las películas Expresionista alemán hasta pura fantasía a la cruda realidad. El asistente del director de arte Glenn Price y su equipo renderizaron más de 60 fondos utilizando varias herramientas 2D y 3D, incluidas Deluxe Paint y LightWave. El asistente del director de arte Jhoneil Centeno y su equipo de animadores dibujaron cientos de animaciones.[cita requerida]
Mullich encargó al compositor de cine John Ottman que escribiera más de 25 piezas de música MIDI original para el juego.[cita requerida]
Ellison trabajó como actor de voz en el proyecto, proporcionando la voz de AM. Su rostro se usó para la representación en el juego del ícono de AM, así como para el arte de la caja que muestra una versión más grande del ícono.
En la publicidad previa al lanzamiento de "I Have No Mouth, and I Must Scream", Ellison dijo que sería un juego "que posiblemente no puedas ganar". Aunque los medios de juego descubrieron que el juego terminado se alejó de esta controvertida promesa, y Sears dijo que había convencido a Ellison de que tener un juego con solo finales negativos era una mala idea, en una entrevista de 2013, Ellison insistió en que "lo creé para que no pudieras ganarlo. La única forma en que podías" ganar "era jugarlo noblemente. Cuanto más lo jugaras noblemente, más cerca estarías de tener éxito, pero en realidad no podías vencerlo. Y eso también molestó muchísimo a la gente".

## Lanzamiento
El juego fue publicado por Cyberdreams el 31 de octubre de 1995 para PCs con MS-DOS y Mac OS. Se planeó lanzar una versión de PlayStation en el verano de 1995, pero se canceló.
Cyberdreams había desarrollado una reputación, a principios de la década de 1990, de vender videojuegos con historias de ciencia ficción - cyberpunk y contenido violento, sexual, filosófico y psicológico para adultos. Los lanzamientos en francés y alemán fueron parcialmente censurados y el juego estaba prohibido para jugadores menores de 18 años. Además, se eliminó el capítulo de Nimdok, probablemente debido al tema nazi, especialmente para Alemania, debido a la reacción previa del Departamento Federal de Medios Dañinos para los Jóvenes a los temas nacionalsocialistas. La eliminación del capítulo de Nimdok hizo que lograr el "mejor" final (con AM permanentemente desactivado y los humanos congelados criogénicamente en Luna rescatados) fuera más complicado.
El juego no estuvo legalmente disponible para la venta durante años debido al cierre tanto del desarrollador como del editor. En 2013, los derechos fueron recuperados por Night Dive Studios. Fue posible relanzar el juego nuevamente como descarga digital en GOG.com en septiembre de 2013, y Steam en octubre de 2013. El juego se transfirió a iOS y Android en todo el mundo en 2016 y recibió clasificaciones de edad de contenido para adolescentes (como la clasificación para adolescentes de ESRB para la versión de Android), a diferencia de cómo el lanzamiento original para PC estaba restringido para audiencias adultas en países europeos seleccionados.

## Recepción
Según Charles Ardai de Computer Gaming World, I Have No Mouth, and I Must Scream fue una fracaso comercial. Joe Pearce de The Dreamers Guild recordó que fue "un éxito de crítica, pero solo un vendedor modesto".
El juego tiene una puntuación global del 77 % en GameRankings, según cuatro reseñas. La mayoría de las reseñas elogiaron el contenido del juego y su presentación madura de las cuestiones éticas. El juego fue elogiado por Computer Player y Electronic Entertainment por sus "gráficos de pesadilla, audio de alta calidad y dilemas éticos inquietantes que se suman a una combinación de entretenimiento y profundidad que podría convertirse en la base de un subgénero de juego importante en el futuro", y pidiéndole "mucho en términos de las decisiones psicológicas y éticas que tomará durante el juego. Para aquellos familiarizados con los prolíficos escritos de Ellison, los dilemas morales no les sorprenderán". Según Computer Games Strategy Plus, "sin aparentemente didáctico, Ellison tiene la capacidad de golpearnos de lleno en la cara con un espejo que refleja el lamentable destino en el que nos hemos convertido los humanos (...) En el modo de Franz Kafka, estamos destinados a ser tocados o cambiado de alguna manera por este trabajo, ¿para qué otra cosa es el propósito del arte?" T. Liam McDonald de PC Gamer US escribió "hay momentos que desafían y perturban, y esto le da a los personajes y al escenario mucha más profundidad psicológica que la que hemos visto en cualquier juego de computadora hasta la fecha". Resumió su reseña escribiendo: "En última instancia, 'I Have No Mouth' no es para todos. Pero si has estado buscando una aventura que sea reflexiva y entretenida, y si te gusta la inquietante historia de Ellison ficción, es imprescindible".
Un crítico de Next Generation comentó sobre el contenido surrealista del juego y la gran preocupación "por la ética, la humanidad y los demonios internos", pero encontró el juego demasiado limitado y lo resumió como "menos un juego que una carrera de obstáculos éticos". Ron Dulin de GameSpot fue mucho más crítico y afirmó: "Hay numerosos callejones sin salida y acertijos ilógicos [y] muchos errores de programación". Dulin elogió el juego por experimentar con conceptos interesantes y disfrutó de su obra de arte oscuro y su parecido con el libro original, pero lo criticó por cómo "las llamadas 'decisiones éticas' que deben enfrentar estas cinco almas encarceladas no son más que pistas falsas, proporcionando solo deteniendo bloques para progresar o escenas perturbadoras sin un propósito tangible".
I Have No Mouth, and I Must Scream ganó varios premios, incluido "Mejor juego oscuro de 1996" de Digital Hollywood y "Mejor juego adaptado de Linear Media" de la Conferencia de desarrolladores de juegos de computadora. Computer Gaming World le dio su premio al "Juego de aventuras del año" y también lo incluyó en el puesto #134 en los "150 juegos de todos los tiempos", #14 en el "Top 15 de finales más gratificantes de todos los tiempos", y #3 en el "Los 15 mejores durmientes de todos los tiempos" detrás de Wolfenstein 3D y X-COM: UFO Defense. En la edición de octubre de 2014 de Game Informer, se incluyó en el puesto 22 de los "25 mejores juegos de terror de todos los tiempos" del personal. En 2011, Adventure Gamers nombró a I Have No Mouth, and I Must Scream como el 69.º mejor juego de aventuras jamás lanzado.